# Jean-Luc Manet
Pour les articles homonymes, voir Manet.
Jean-Luc Manet, né le 3 août 1959 à Paris, est un journaliste et écrivain français, auteur de roman noir.

## Biographie
Critique musical pendant quarante ans, notamment pour Best, Nineteen et Les Inrockuptibles (dès la création du journal en 1986), Jean-Luc Manet a publié une cinquantaine de nouvelles principalement noires et quatre novellas (romans courts) : Terminus Plage de Boisvinet dans la collection Noir Urbain (dirigée par Claude Mesplède) des éditions Autrement, Trottoirs dans la collection Polaroïd (dirigée par Marc Villard) des éditions In8, Haine 7 et Aux fils du calvaire aux éditions Antidata. Il est depuis le printemps 2022 critique littéraire pour Livres Hebdo.

## Œuvre

### Romans
- Terminus Plage de Boisvinet, Éditions Autrement, Noir Urbain, 2005.
- Haine 7, Éditions Antidata, 2012.
- Trottoirs, Éditions In8, 2015 (Prix des postiers écrivains Fondation La Poste 2017).
- Aux fils du calvaire, Éditions Antidata, 2018.

### Nouvelles
- « Mobilier urbain », nouvelle, dans Le Nouvel Observateur du 12 juillet 2001.
- « Rêves partis », plaquette de trois nouvelles, Éditions Le Manuscrit, 2002.
- « Nineteen », nouvelle, dans le recueil collectif Stories of the Dogs, Histoires pour Dominique, Éditions Krakoen, 2006.
- « Train In Vain », nouvelle, dans le recueil collectif London Calling, 19 histoires rock et noires, Éditions Buchet Chastel, 2009.
- « CDDeath », nouvelle, dans Abus dangereux no 111, 2009.
- « Les Vautours », nouvelle, dans Rock Hardi no 38, 2009.
- « Rico », nouvelle, dans Ce singe monté au ciel no 3, Éditions Poussière, 2010.
- « Road To Ruin », nouvelle, (pré-publication dans Rock Hardi no 40, 2010), dans le recueil collectif Ramones, 18 nouvelles punk et noires, Éditions Buchet Chastel, 2011.
- « Prolongations », nouvelle, dans le recueil collectif Les Hommes en noir, Éditions Les Contrebandiers, 2011.
- « As-tu déjà oublié ? », nouvelle, dans le recueil collectif La Souris Déglinguée, 30 nouvelles lysergiques, Éditions du Camion blanc, 2011.
- « Un ou deux francs, une ou deux vies », nouvelle, dans le recueil collectif The Doors, 23 nouvelles aux portes du noir, Éditions Buchet Chastel, 2012.
- « Salut à toi », nouvelle, dans le recueil collectif Bérurier Noir, 30 nouvelles noires, Éditions du Camion blanc, 2012.
- « High Time », nouvelle, dans le recueil collectif Stories of Little Bob, Histoires pour Roberto, Nouvelles Éditions Krakoen, 2013.
- « Les Quais des brunes », nouvelle, dans Le Courrier Picard du 30 juin 2013.
- « Kizmiaz », nouvelle, dans le recueil collectif The Cramps, 24 nouvelles noires, Éditions du Camion blanc, 2013.
- « Endless, Nameless », nouvelle, dans le recueil collectif Nevermind, 13 histoires grunge et noires, Éditions Buchet Chastel, 2013.
- « Attrape un dernier cœur », nouvelle, dans le recueil collectif Terminus, 11 nouvelles sur le thème du dernier, Éditions Antidata, 2015.
- « Jack On Fire », nouvelle, dans le recueil collectif Gun Club, 24 histoires pour Jeffrey Lee Pierce, Éditions Camion Blanc, 2015.
- « No Sleep 'til Hammersmith », nouvelle, dans le recueil collectif Motörhead, 24 histoires pour Lemmy, Éditions Camion Blanc, 2015.
- « La Complainte du laboureur », nouvelle, dans le recueil collectif Elmer Food Beat, bonnes nouvelles, Éditions L'Atelier Mosésu, 2017.
- « Somebody Got Murdered », nouvelle, dans le recueil collectif Sandinista !, Éditions Goater, 2017.
- « Le Soleil du Midi », nouvelle, dans le recueil collectif Parce que ça nous plaît, 20 nouvelles électriques autour d'OTH, Kicking Books, 2019.
- « Tourner la plage », nouvelle, dans Le Cafard Hérétique no 12, Éditions Lunatique, 2019.
- « Pile ou face », nouvelle, dans le recueil collectif Au nom de la loi, 20 sentences autour du groupe Les Sheriff, Kicking Books, 2019.
- « Suspended Time », nouvelle, dans le recueil collectif Welcome To The Club, 20 nouvelles électriques inspirées par Les Thugs, Kicking Books, 2019.
- « Nizhónígo ch’aanidíínaał, Nashoba ! », nouvelle, dans Le Cafard Hérétique no 13, Éditions Lunatique, 2020.
- « Ni une ni deux », nouvelle numérique, Ska Editeur, 2020.
- « Inch'Allah, mon ami », nouvelle numérique, Ska Editeur, 2021.
- « High Time », nouvelle, dans le recueil collectif Little Bob Stories, Histoires pour Roberto, réédition augmentée, Éditions Goater, 2021.
- « Mulțumesc, Mariska », nouvelle, dans le recueil collectif  Vous avez demandé le 17, ne quittez pas..., Au Mot Près Editions, 2021.
- « Nigel », nouvelle, dans le recueil collectif Décamper, 13 nouvelles sur le thème de la fuite, Éditions Antidata, 2021.
- « Le Poteau de corner », nouvelle, dans le recueil collectif  Rien à foot, Au Mot Près Editions, 2022.
- « Bras armé, bras ballants », nouvelle, dans le recueil collectif Stand-by, 12 nouvelles sur le thème de l'attente, Éditions Antidata, 2023.

### Autres publications
- Ici & Indépendant (Of Best : 1988-1993), recueil d'articles sur le rock en France parus dans le magazine  Best  entre 1988 et 1993, Éditions Camion Blanc, 2013.
- Préface du roman Deadline à Ouessant de Stéphane Pajot, Éditions L'Atelier Mosésu, collection L'Embaumeur, 2013, réédité sous le titre Meurtres sur l'Île, Éditions La Geste, 2022.
- Réédition d'un article sur Etiquette Records dans le recueil Nineteen : anthologie d'un fanzine rock 1982-1988, Éditions Les Fondeurs de Briques, 2016.
- Réédition d'un article sur Gilles Tandy dans le recueil Nineteen 2 : la scène française 1982-1988, Éditions Les Fondeurs de Briques, 2017.
- « Exodus 1871 », texte court pour illustrer une peinture de Jacques Cauda dans Le Cafard Hérétique no HS3, Éditions Lunatique, 2019.
- Article consacré à l'écrivain Pierre Pelot dans le n°147 de la revue 813, 2024.

### Divers
- Liner notes de la compilation CD des Sheriff La Saga des Sheriff, chez Last Call Records, 2000.
- Liner notes de la réédition CD de l'album des Thugs Still Hungry Still Angry, série Inventaire chez Crash Disques, 2004.
- Liner notes de la réédition CD de l'album de Wild Child Death Trip, série Garage Sessions chez Garage Records, 2005.
- Texte de la chanson 12 Degrés d'ecchymoses des Lipstick Traces sur la compilation Polaroïds Rock no 4 (Les Ancres Noires), 2007.
- La chanson 12 Degrés d'ecchymoses est reprise par les Lipstick Traces sur I Don't Care, leur premier EP 6 titres (Believe), 2009.
- Lecture musicale de Haine 7 le vendredi 7 décembre 2012 à la Villa Margaret, Port de Kernevel, Larmor-Plage (Morbihan), dans le cadre du salon du livre « Larmor aux trousses ». Lecture et adaptation d'Alain Le Ruyet, accompagnement acoustique par le groupe Diving Duck.
- Liner notes de la réédition CD et LP du premier album de Sloy Plug, chez Nineteen Something, 2022.